# IC 871
IC 871 ist eine Spiralgalaxie vom Hubble-Typ Sb im Sternbild Jungfrau auf der Ekliptik. Sie ist schätzungsweise 277 Millionen Lichtjahre von der Milchstraße entfernt und hat einen Durchmesser von etwa 140.000 Lichtjahren. Wahrscheinlich bildet sie gemeinsam mit IC 873 und IC 876 ein gravitativ gebundenes Galaxientrio.
Das Objekt wurde am 5. Juni 1893 vom französischen Astronomen Stéphane Javelle entdeckt.